# デニス・マルガリク
デニス・マルガリク(スペイン語: Denis Margalik, 1997年6月3日 - )は、アルゼンチン出身の元フィギュアスケート選手(男子シングル)。

## 人物
移民であるウクライナ人の両親の元に、アルゼンチンのブエノスアイレスで生まれる。マルガリクが2歳の時に誘拐に遭ったのをきっかけに両親は移住を決意。3歳で家族と共にニューヨークへ行き、その後にカナダへ移住した。
3人兄弟の次男で、兄はウクライナ生まれ、弟はカナダ生まれである。

## 経歴
2013年まではカナダ代表で国際大会に出場していた。2014年にはカナダ選手権のジュニアクラスで優勝。2014-2015シーズンからはアルゼンチン代表として競技会への参加を始めた。四大陸選手権ではアルゼンチンの男子選手としては初めてISUチャンピオンシップスへ出場した。
2015-2016シーズン、ジュニアグランプリシリーズのJ＆Tバンカにて3回転アクセルに初成功し、アルゼンチンの選手としては初めてISU主催の大会でメダルを獲得した。
2016年7月12日、引退を発表した。

## 主な戦績
- 2013-2014シーズンまではカナダ所属
- 2014-2015シーズンからはアルゼンチン所属

| 大会/年              | 2010-11 | 2011-12 | 2012-13 | 2013-14 | 2014-15 | 2015-16 |
| -------------------- | ------- | ------- | ------- | ------- | ------- | ------- |
| 世界選手権           |         |         |         |         |         | 29      |
| 四大陸選手権         |         |         |         |         | 16      | 17      |
| CSオータムクラシック |         |         |         |         | 7       | 7       |
| カナダ選手権         | 10 N    | 14 J    | 2 J     | 1 J     |         |         |
| 世界Jr.選手権        |         |         |         |         | 12      |         |
| JGPログローニョ      |         |         |         |         |         | 8       |
| JGP J&Tバンカ        |         |         |         |         |         | 3       |
| JGPメ～テレ杯        |         |         |         |         | 4       |         |
| ムラドスト杯         |         |         | 1 J     |         |         |         |

- J - ジュニアクラス
- N - ノービスクラス

### 詳細
| 2015-2016 シーズン      |                                                    |          |           |           |
| 開催日                  | 大会名                                             | SP       | FS        | 結果      |
| 2016年3月26日 - 4月3日  | 2016年世界フィギュアスケート選手権（ボストン）     | 29 52.31 | -         | 29        |
| 2016年2月16日 - 21日    | 2016年四大陸フィギュアスケート選手権（台北）       | 18 57.71 | 16 119.94 | 17 177.65 |
| 2015年10月12日 - 15日   | 2015年スケートカナダオータムクラシック（バリー）   | 8 59.13  | 6 118.18  | 7 177.31  |
| 2015年9月30日 - 10月4日 | ISUジュニアグランプリ ログローニョ（ログローニョ） | 14 48.98 | 8 108.51  | 8 157.49  |
| 2015年8月19日 - 23日    | ISUジュニアグランプリ J&Tバンカ（ブラチスラヴァ）  | 4 63.83  | 3 127.89  | 3 191.72  |

| 2014-2015 シーズン    |                                                                      |          |           |           |
| 開催日                | 大会名                                                               | SP       | FS        | 結果      |
| 2015年3月2日 - 8日    | 2015年世界ジュニアフィギュアスケート選手権（タリン）                 | 14 62.43 | 12 124.83 | 12 187.26 |
| 2015年2月9日 - 15日   | 2015年四大陸フィギュアスケート選手権（ソウル）                       | 18 60.81 | 15 130.44 | 16 191.25 |
| 2014年10月14日 - 17日 | ISUチャレンジャーシリーズ スケートカナダオータムクラシック（バリー） | 9 61.94  | 6 131.50  | 7 193.44  |
| 2014年9月11日 - 14日  | ISUジュニアグランプリ メ～テレ杯（長久手）                           | 8 55.28  | 4 120.98  | 4 176.26  |

| 2013-2014 シーズン  |                                                         |         |          |          |
| 開催日              | 大会名                                                  | SP      | FS       | 結果     |
| 2014年1月9日 - 15日 | カナダフィギュアスケート選手権 ジュニアクラス（オタワ） | 1 61.84 | 1 119.59 | 2 181.43 |

| 2012-2013 シーズン   |                                                           |         |          |          |
| 開催日               | 大会名                                                    | SP      | FS       | 結果     |
| 2013年3月20日 - 24日 | 2013年ムラドストトロフィー ジュニアクラス（ザグレブ）     | 1 57.18 | 1 88.61  | 1 145.79 |
| 2013年1月13日 - 20日 | カナダフィギュアスケート選手権 ジュニアクラス（ミシサガ） | 2 58.71 | 2 105.89 | 2 164.60 |

| 2011-2012 シーズン   |                                                             |          |          |           |
| 開催日               | 大会名                                                      | SP       | FS       | 結果      |
| 2012年1月16日 - 22日 | カナダフィギュアスケート選手権 ジュニアクラス（モンクトン） | 13 41.52 | 14 77.66 | 14 119.18 |

| 2010-2011 シーズン   |                                                             |         |          |          |
| 開催日               | 大会名                                                      | SP      | FS       | 結果     |
| 2011年1月17日 - 23日 | カナダフィギュアスケート選手権 ノービスクラス（ビクトリア） | 9 35.63 | 10 63.25 | 10 98.88 |

## プログラム使用曲
| シーズン  | SP                                                                                                | FS |
| --------- | ------------------------------------------------------------------------------------------------- | --- |
| 2015-2016 | イントロダクション バレエ『お嬢さんとならず者』より タンゴ 作曲：ドミートリイ・ショスタコーヴィチ | テーマ 映画『グラディエーター』サウンドトラックより 作曲：ハンス・ジマー 演奏：マクシム・ムルヴィツァ |
| 2014-2015 | イントロダクション バレエ『お嬢さんとならず者』より タンゴ 作曲：ドミートリイ・ショスタコーヴィチ | Lee Loos' Tune 作曲：マクシム・ムルヴィツァ                                                           |